# Jadranska plošča
Jadranska plošča je majhna tektonska plošča, ki nosi predvsem v kredi odlomljeno celinsko skorjo Afriške plošče vzdolž velikega transformnega preloma. Ime se običajno uporablja za severni del plošče, ki je bil deformiran med alpidsko orogenezo, ko je Jadranska plošča trčila v Evrazijsko ploščo.
Za Jadransko ploščo se domneva, da se še vedno premika neodvisno od Evrazijske plošče v smeri JJZ z majhno komponento rotacije v nasprotni smeri urnega kazalca. Prelomno območje je periadriatska prelomna cona, ki poteka skozi Alpe. Študije kažejo, da se je evrazijska celinska skorja poleg deformacije do neke mere tudi subducirala, kar je nenavadna okoliščina v tektoniki plošč. Oceanska skorja Afriške plošče prav tako subducira pod Jadransko ploščo ob zahodnih in južnih obalah Apeninskega polotoka, kar ustvarja plasti akumuliranih fragmentov, ki se dvigajo z morskega dna in pot nadaljujejo na kopno. Ta subdukcija je odgovorna tudi za vulkansko dejavnost v južni Italiji.
Na Jadranski plošči so Jadransko morje, Istra, vzhodni del Apeninskega polotoka, Malta in obalni del Slovenije. Mezozojske sedimentne kamnine, odložene na plošči, vključujejo apnence Južnih apnenčastih Alp.

## Gej tudi
- Jabuško-Andrijski prelom